# St. Louis Blues (1939)
St. Louis Blues is een Amerikaanse muziekfilm uit 1939 onder regie van Raoul Walsh.

## Verhaal
De revuester Norma Malone gaat weg uit de stad. Als ze de kapitein van een theaterboot leert kennen, besluiten ze samen een voorstelling op poten te zetten. De kapitein van een concurrerende theaterboot gooit roet in het eten.

## Rolverdeling
| Acteur           | Personage         |
| ---------------- | ----------------- |
| Dorothy Lamour   | Norma Malone      |
| Lloyd Nolan      | Dave Geurney      |
| Tito Guízar      | Rafael San Ramos  |
| Jerome Cowan     | Ivan DeBrett      |
| Jessie Ralph     | Tante Tibbie      |
| William Frawley  | Majoor Martingale |
| Mary Parker      | Punkins           |
| Maxine Sullivan  | Ida               |
| Cliff Nazarro    | Shorty            |
| Victor Kilian    | Sheriff Burdick   |
| Walter Soderling | Mijnheer Hovey    |